# Gérard Juliani
Gérard Juliani est un footballeur français, né le 4 juin 1938 à Gap et mort le 5 décembre 2013 à Annemasse. Il évoluait au poste d'attaquant.

## Palmarès
- Championnat de France D2 : Champion en 1962 (FC Grenoble)